# 邯郸农业银行劫案
邯郸农业银行盗窃案发生于2007年4月河北省邯郸市。邯郸农业银行金库近5100万现金被盗，疑犯为银行金库工作人员任晓峰、马向景。这是中华人民共和国建国以来最大的一起银行盗窃案。这起案件同时也反映了银行管理的部分漏洞，在社会引起强烈反响。

## 行窃过程
邯郸中国农业银行金库工作人员任晓峰在前一年年底的时候自行从金库偷走20余万元。其中他使用了12万元买彩票，中奖10万元，之后他自己倒贴2万余元将钱填入金库。
三月初，在与同样热衷彩票的同事马向景的交谈中，萌生了再次作案的想法。于是开始利用工作机会陆续、多次从银行金库偷钱买彩票。最多的一次是4月14日，两人一次性拿走1800万元。但是他们买彩票中奖然后填平金库的想法一直都落空。由于亏空数额巨大，两人决定4月15日逃跑。
银行发现金库失窃金额达5100万余元的时候，曾经认为没有人能搬动如此多现金而没有及时报警。但是经自查无法找回这些现金的时候才于4月16日报警。公安部发出通缉令通缉有重大作案嫌疑人任晓峰、马向景的时候，已经是4月17日，距离两人出逃已经超过3日。

## 调查及抓捕
两名疑犯任晓峰、马向景分别于4月19日和4月18日在江苏连云港和北京被抓获。另有金库管理员赵学楠、张强也因有挪用金库资金购买彩票行为被捕。疑犯宋长海因明知马向景犯罪事实而为其提供躲藏处所而被捕。

## 审判
2007年8月9日，河北省邯郸市中级人民法院一审，以贪污罪判处被告人任晓峰死刑，剥夺政治权利终身，并处没收个人全部财产；以挪用公款罪判处任晓峰有期徒刑六年。对任晓峰数罪并罚，决定执行死刑，剥夺政治权利终身，并处没收个人全部财产。以贪污罪判处被告人马向景死刑，剥夺政治权利终身，并处没收个人全部财产。以挪用公款罪判处被告人赵学楠有期徒刑五年。以挪用公款罪判处被告人张强有期徒刑二年，缓刑二年。以窝藏罪判处被告人宋长海有期徒刑三年。任晓峰、马向景、赵学楠均不服判决，提出上诉。
9月19日，河北省高级人民法院做出终审裁定，驳回任晓峰、马向景、赵学楠上诉，维持一审原判。并向最高人民法院申请核准任晓峰、马向景的死刑。

## 社会反应
由于两名疑犯为银行工作人员，且采用多次少拿的方式挪用巨额现金，加之涉案金额巨大，引起社会各界强烈反响。主要有以下几点：
1. 社会各界纷纷指责邯郸农行内部管理混乱；[1]
2. 发现巨额现金失窃后主要负责人因为怕担责任而竟然不第一时间通知警方；[2]
3. 中国的彩票行业是否也有需要反思的地方？[3]
4. 也有部分媒体指两疑犯为临时工，收入不高，亦有值得同情之处。[4]